# Marian Filipiuk
Marian Filipiuk (ur. 2 lutego 1941 w Radzyniu Podlaskim) – polski lekkoatleta, olimpijczyk.
Specjalizował się w biegu na 400 metrów. Startował na Igrzyskach Olimpijskich w Tokio w 1964 (w sztafecie 4 x 400 m, która zajęła 6. miejsce w finale (w składzie: Filipiuk, Ireneusz Kluczek, Stanisław Swatowski, Andrzej Badeński).
Wystąpił w 4 meczach międzypaństwowych reprezentacji Polski (1 zwycięstwo indywidualne). Czterokrotnie był rekordzistą Polski w sztafecie 4 x 400 m. Był dwukrotnym wicemistrzem Polski w biegu na 400 m (w 1964 i 1965).
Rekordy życiowe:
- bieg na 100 metrów – 10,4
- bieg na 200 metrów – 21,1
- bieg na 400 metrów – 47,1
- bieg na 800 metrów – 1.49,7

Był zawodnikiem Warty Gorzów Wielkopolski, Lechii Zielona Góra i (najdłużej) Lumelu Zielona Góra. Jest absolwentem: Technikum Rolniczego w Szprotawie, AWF w Warszawie.